# ظل الريح
ظل الريح (بالإسبانية: La sombra del viento)‏ هي رواية إسبانية صدرت عام 2001 للمؤلف كارلوس ثافون. وترجمت إلى أكثر من 50 لغة وبيعت منها ملايين النسخ. وهي تعتبر الجزء الأول من رباعية مقبرة الكتب المنسية التي تضم إلى جانب ظل الريح كل من لعبة الملاك، وسجين السماء ومتاهة الأرواح. ترجمت الأربع أجزاء من هذه الرباعية إلى العربية. تدور أحداث الرواية في برشلونة في القرن العشرين، وكيف أن مقبرة الكتب تحوي كتاباً عجيباً يتم إخفائه عن الجميع بحجة أنه مبعث للشيطان. في هذه الرواية تغوص في بحر عميق، لا تدرك ان كنت غريقًا أم سباحًا ماهرًا، لن يسمح لك ثافون بطرد أحداث هذه الرواية في عقلك ما دمت حيًا، ولن تندم على ذلك!

## القصة
تدور القصة في مدينة برشلونة في وسط القرن العشرين حيث أن هناك رجلا مسنًا يصطحب ولده دانيال إلى مكان يدعى مقبرة الكتب. ويقع هذا المكان وسط المدينة، ولا يعلم سره إلا القليل، كانت ترمى فيها الكتب التي كتبت ولم تنجح. ومن عادة هذه المكتبة أن من يدخلها يجب عليه إذا خرج أن يأخذ معه كتابًا ويأتمنه على حياته. يأخذ الولد كتاب ظل الريح وعندما يعود إلى البيت يشرع في قراءته ويتعجب من وجود هذا الكتاب في مكان كالمقبرة تلك، ويريد أن يقرأ مزيدًا من كتب مؤلف الكتاب، خوليان كاراكس، فلا يعثر على شيء. يبحث ليعرف أن رجلًا يدعى لايين كوبيرت يحرق جميع كتب خوليان لاعتقاده أنها مبعث للشر أو للشيطان.